# ジングシュピール
ジングシュピール（Singspiel）は、ドイツ語による歌芝居や大衆演劇の一形式を指す。こんにちのミュージカルに似ているが、一種のオペラやオペレッタと呼ばれもする。地の台詞のやり取りや、時に音楽にかぶさる演技、アンサンブル、俗謡・俚謡・バラッドの引用、時として民謡調で有節形式によるアリアが特徴である。
ジングシュピールは18世紀イングランドのバラッド・オペラの翻訳から始まったとされる。またフランスのオペラ・コミックもしばしばドイツ語に翻訳された。ジングシュピールはおもに大衆娯楽であり、大都市に拠点を置く既成の団体ではなく、旅する一座によって上演されるのが常であった。ジングシュピールの筋書きの多くは、コミカルあるいはロマンティックであり、しばしば魔術や、空想上の生き物が登場し、勧善懲悪のコミカルな誇張が含まれる。反面、ジングシュピールにおいてはあまり悲劇は素材にされない。
モーツァルトはジングシュピールの名作を遺しており、初期の『バスティアンとバスティエンヌ』K.50を経て『ツァイーデ』K.344（未完成）、1782年には皇帝の委嘱でウィーンの新国立劇場のために『後宮からの誘拐』K.384を作曲。その他『劇場支配人』K.486を作曲し、最晩年にはジングシュピールの傑作『魔笛』K.620を発表。『魔笛』は後世に深く影響を与えベートーヴェン以後のドイツ・オペラへと発展していく。
以降系譜としてはベートーヴェンの『フィデリオ』やウェーバーの『魔弾の射手』などもジングシュピールの発展したものと見なされる。マルシュナーら多くのロマンティック・オペラの先駆的な作曲家によって、より複雑な歌劇様式が発展し、ワーグナーやR.シュトラウスの楽劇に至った。
このような進化の結果として、古典的なジングシュピール自体は19世紀末まで廃れており、こんにち古典的な標準レパートリーと認められているジングシュピールはごく一握りの作品だけである。